# 제이크 아리에타
제이컵 조지프 "제이크" 아리에타(영어: Jacob Joseph "Jake" Arrieta, 1986년 3월 6일 ~ )는 전 미국의 야구 선수이다. 2015년 내셔널리그 사이 영 상을 수상했다. 2015년 8월 30일과 2016년 4월 21일 두 차례 노히트 노런 경기를 달성했다.

## 같이 보기
- 올림픽 야구 메달리스트 목록